# Односи Србије и Уругваја
Односи Србије и Уругваја су инострани односи Републике Србије и Источне Републике Уругваја.

## Билатерални односи
Дипломатски односи са Уругваја су успостављени 1950. године.
Амбасада Републике Србије у Буенос Аиресу (Аргентина) радно покрива Уругвај.
Уругвај је гласало против пријема Косова у УНЕСКО 2015.

### Економски односи
- У 2020. години трговинску размену чинио је извоз Србије у вредности од 818 хиљада и увоз у вредности од 869 хиљада УСД.
- У 2019. из наше земље извезено је робе вредне 1,35 милиона и увезено за 1,61 милион америчких долара.
- У 2018. години извоз из РС био је 2,12 милиона УСД, а увоз 1,97 милиона.[3][4]

## Занимљивости
Улица у Монтевидеу носи име „Ел гран (велики) Милован” по српском фудбалеру Миловану Јакшићу.

### Некадашњи дипломатски представници

#### У Београду
- Рафаел Фернандез-Сервиља, амбасадор
- Нелсон Борчиа, амбасадор
- Карлос Дуарте, амбасадор
- Барон Каро, амбасадор, 1971—1976.
- Елбио К. Солари, амбасадор
- П. Фучс, конзул и први уругвајски дипломата у Србији

#### У Монтевидеу
- Стојан Димовски, амбасадор, 1989—
- Љубиша Јеремић, амбасадор, 1984—1989.
- Џавид Емини, амбасадор, 1980—1984.
- Борис Миљовски, амбасадор, 1976—1980.
- Драгољуб Вујица, амбасадор, 1972—1975.
- Лазар Удовички, амбасадор, 1967—1971.
- Гојко Божовић, амбасадор, 1965—1967.
- Марко Милић, посланик а потом и амбасадор, 1962—1965.